# 西藏路街道
西藏路街道，是中华人民共和国青海省海西蒙古族藏族自治州格尔木市下辖的一个乡镇级行政单位。

## 行政区划
西藏路街道下辖以下地区：
青藏路社区、光明路社区和援藏路社区。